# چاپاقلی
چاپاقلی روستایی در دهستان جعفربای جنوبی بخش مرکزی شهرستان ترکمن استان گلستان ایران است.

## جمعیت
بر پایه سرشماری عمومی نفوس و مسکن در سال ۱۳۹۵ جمعیت این مکان ۳٬۰۶۴ نفر (۷۷۰خانوار) بوده‌است.